# Parque Herăstrău
El Parque Herăstrău es un parque de gran tamaño de la capital de Rumanía, Bucarest. Se trata de la mayor extensión "verde" de la ciudad.

## Historia
La construcción del parque fue llevada a cabo entre 1930 y 1935. Durante esos años se acondicionó la zona y se trazaron los caminos. Así, el parque pudo ser abierto tan solo un año después: en 1936. A lo largo de la Historia, normalmente en función del régimen político rumano, el parque ha recibido diferentes nombres: Parcul Naţional, Parcul Carol II y Parcul I. V. Stalin. De hecho, hasta 1956 el parque contaba con una estatua del dictador soviético Stalin. En la actualidad se denomina Parque Herăstrău.

## Localización
El Parque Herăstrău está ubicado en la zona norte de Bucarest. Por su tamaño no se puede hablar de una parte del norte en concreto, sino que abarca prácticamente todo el ancho de la urbe. La zona en la que está enmarcado dicho parque fue, hasta su construcción, una zona de escaso interés urbanístico, pues se trataba de un cenagal repleto de humedad y lodos. 

## Extensión

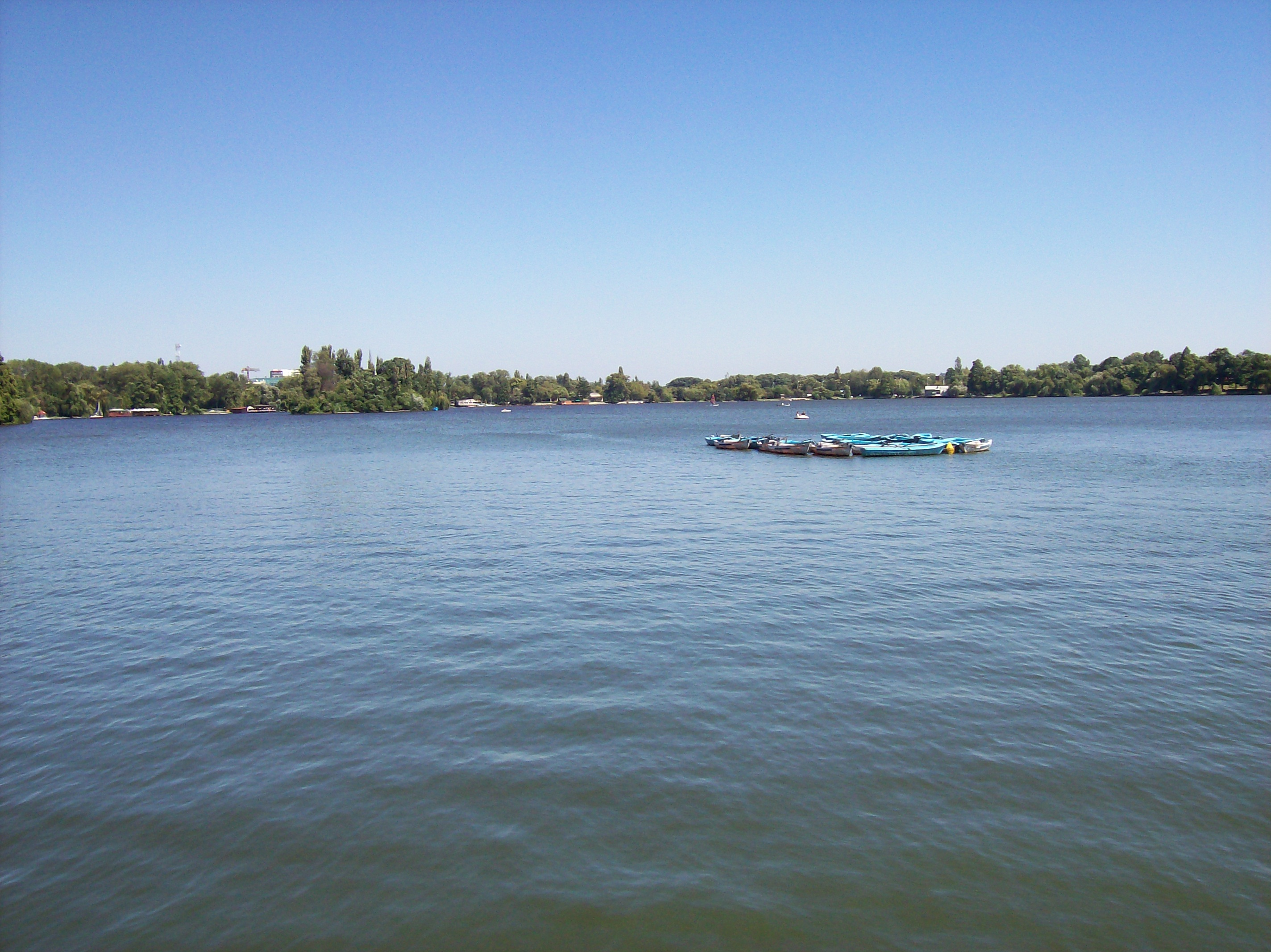
El lago es el elemento central del parque.

La extensión del parque ha sufrido variaciones a lo largo de la Historia. En la actualidad tiene 1.1 km², un tamaño similar al de los Jardines del Retiro de Madrid (1,18 km², equivalente a 118 Ha). Sin embargo, queda lejos de otros parques emblemáticos, como el Central Park de Manhattan (3,41 km²).
Una característica esencial del parque, es que 0.7 km² de su superficie pertenecen a un gran lago. Esta gran masa de agua tiene una doble utilidad: en verano, el agua se llena de barquichuelas a remo y barcos de motor que sirven de entretenimiento para sus visitantes; en invierno, el lago se hiela y se puede patinar sobre él.

## Zonas

### Museo Satului
El lago se divide en dos mitades. Una de ellas, la que quizá conserva mejor la vegetación y las características originales del terreno, alberga el Museo Satului, uno de los principales atractivos turísticos de Bucarest. Se trata de un museo etnográfico compuesto por numerosas casas tomadas de diferentes puntos del país.
Esta zona está acotada, y cuenta con restricciones horarias para su visita. Además, al ser un museo, es necesario pagar para visitarla. 

### Área de acceso público
La otra extensión del lago es la que se podría denominar "pública", ya que no está acotada y su acceso es ininterrumpido. Esta es la que cuenta con mayor número de visitantes, no solo turistas sino también ciudadanos de Bucarest que acuden allí a pasear, a montar en bicicleta (hay un carril-bici que circunvala todo el parque) o a montar en barca cuando el tiempo lo permite.

## Galería

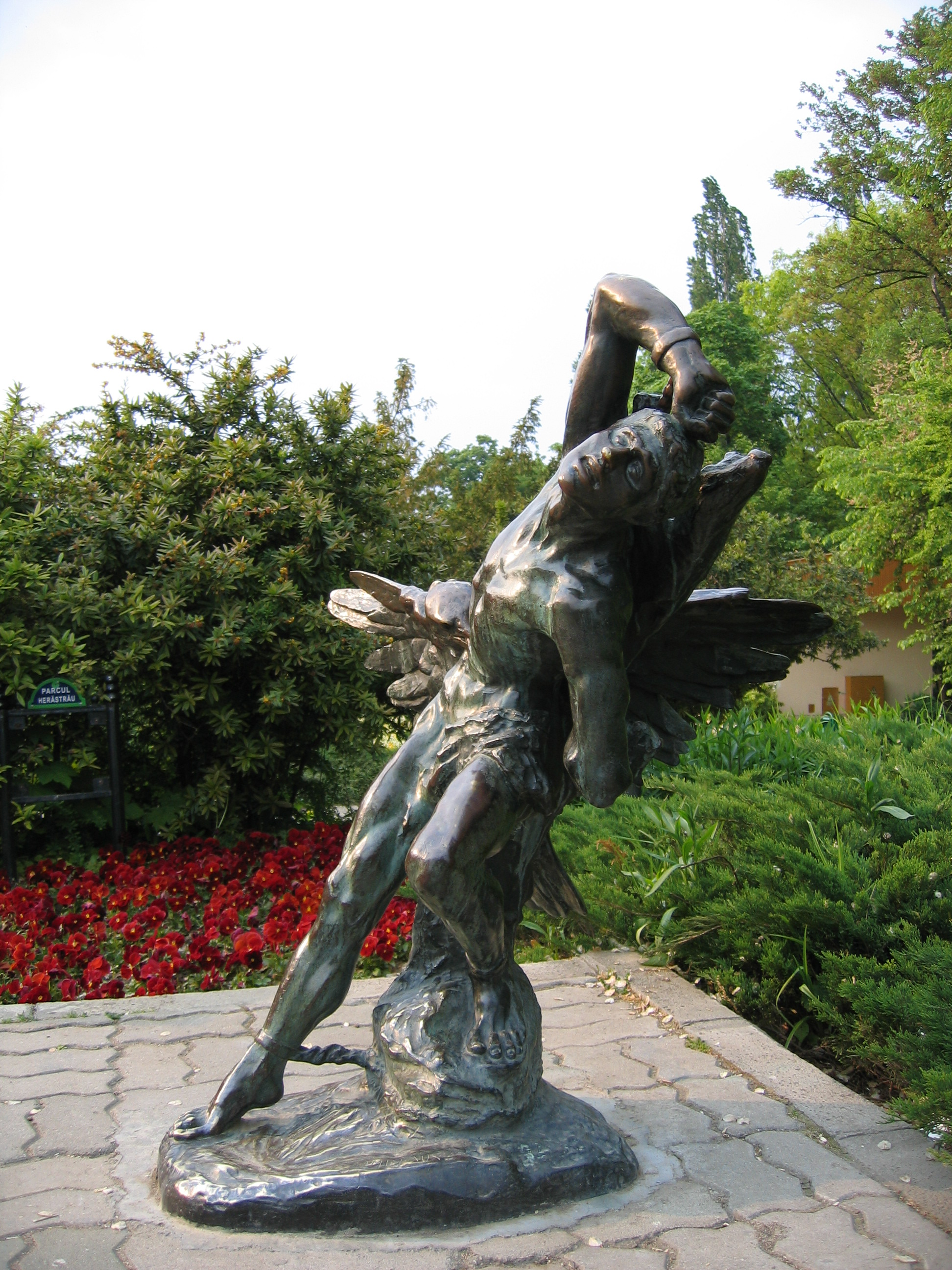
Escultura en el parque.
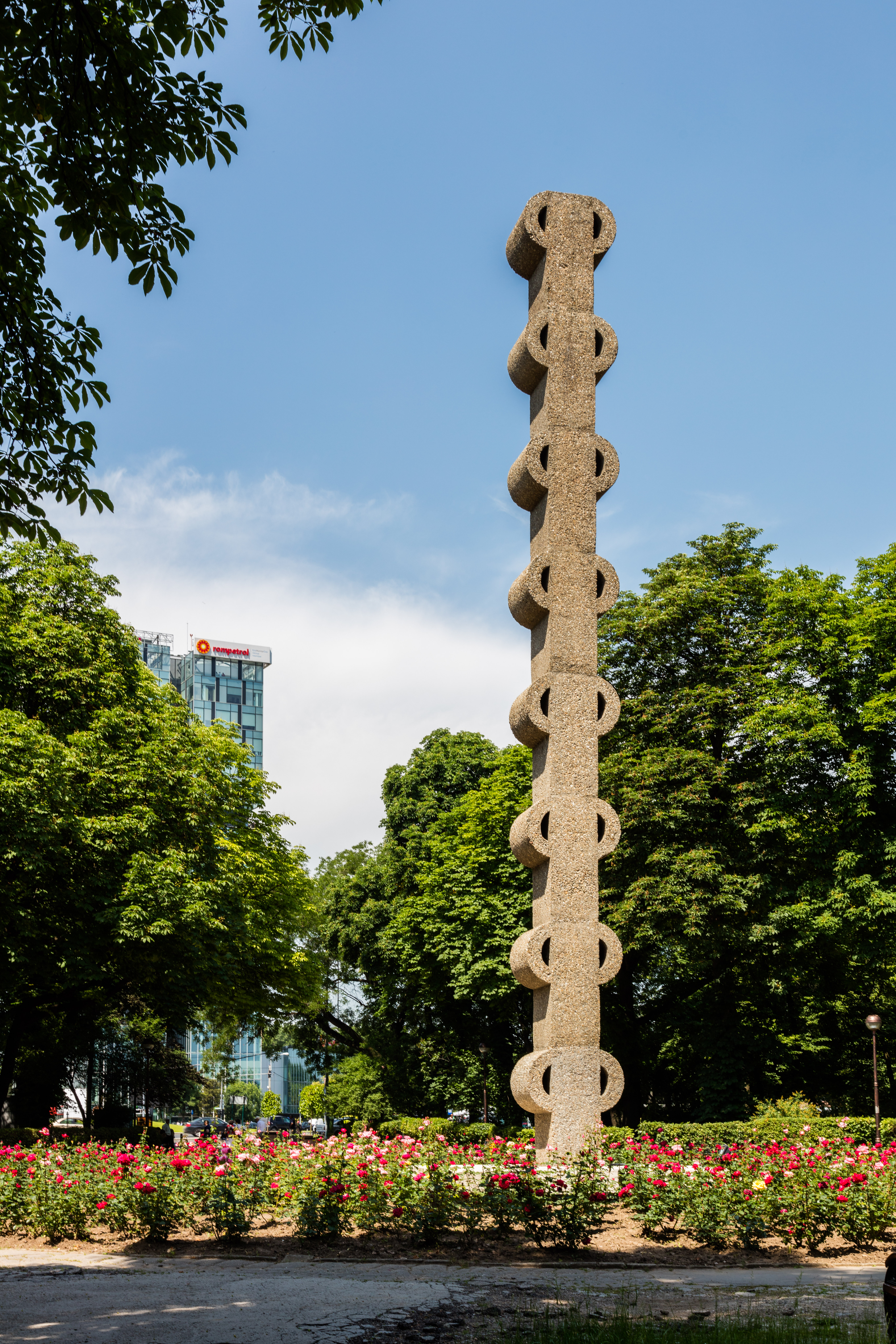
Arte en Herastrau.
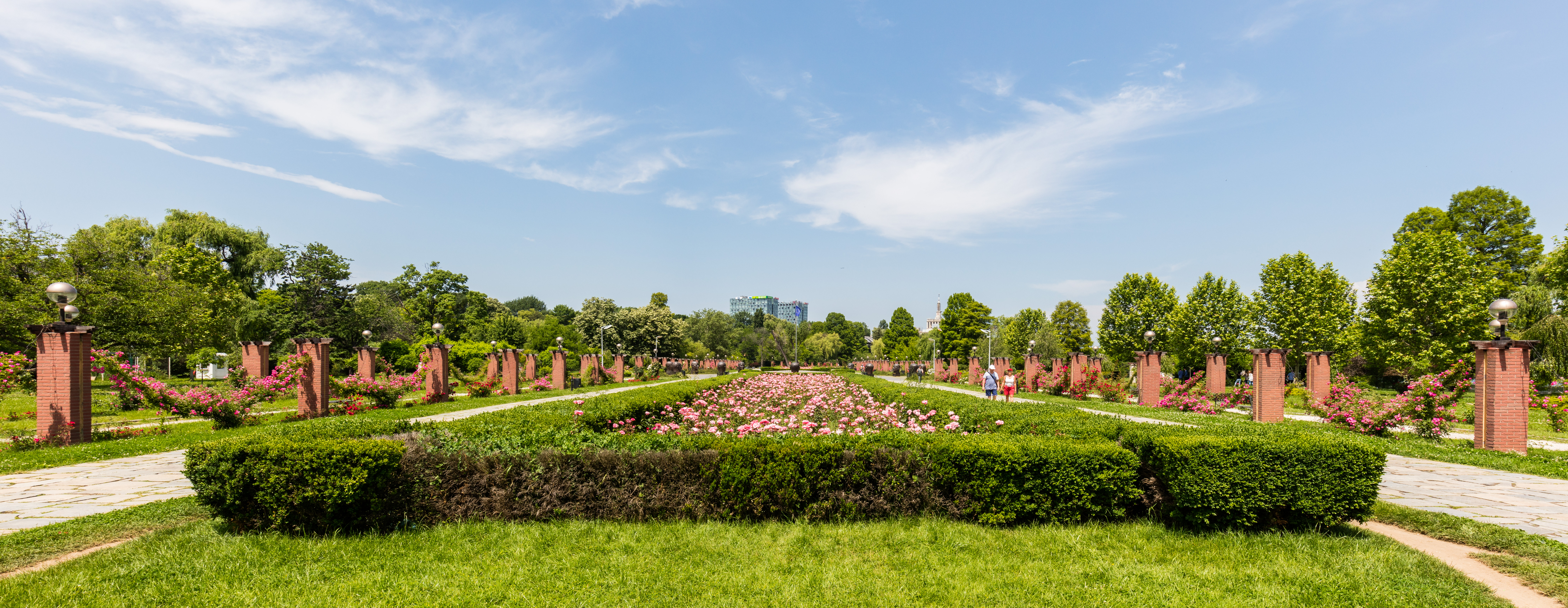
Flores del parque.
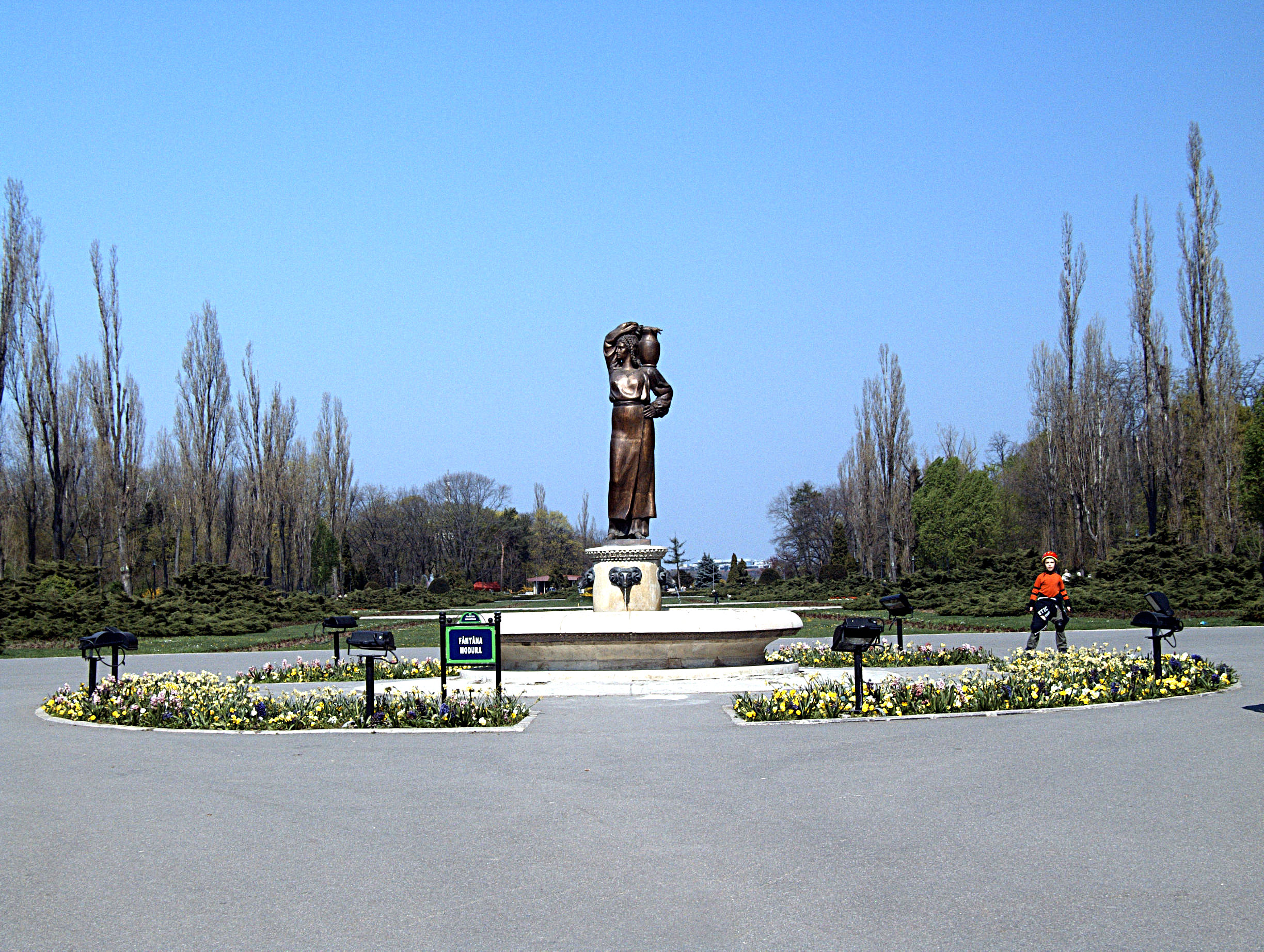
Fuente Modura.
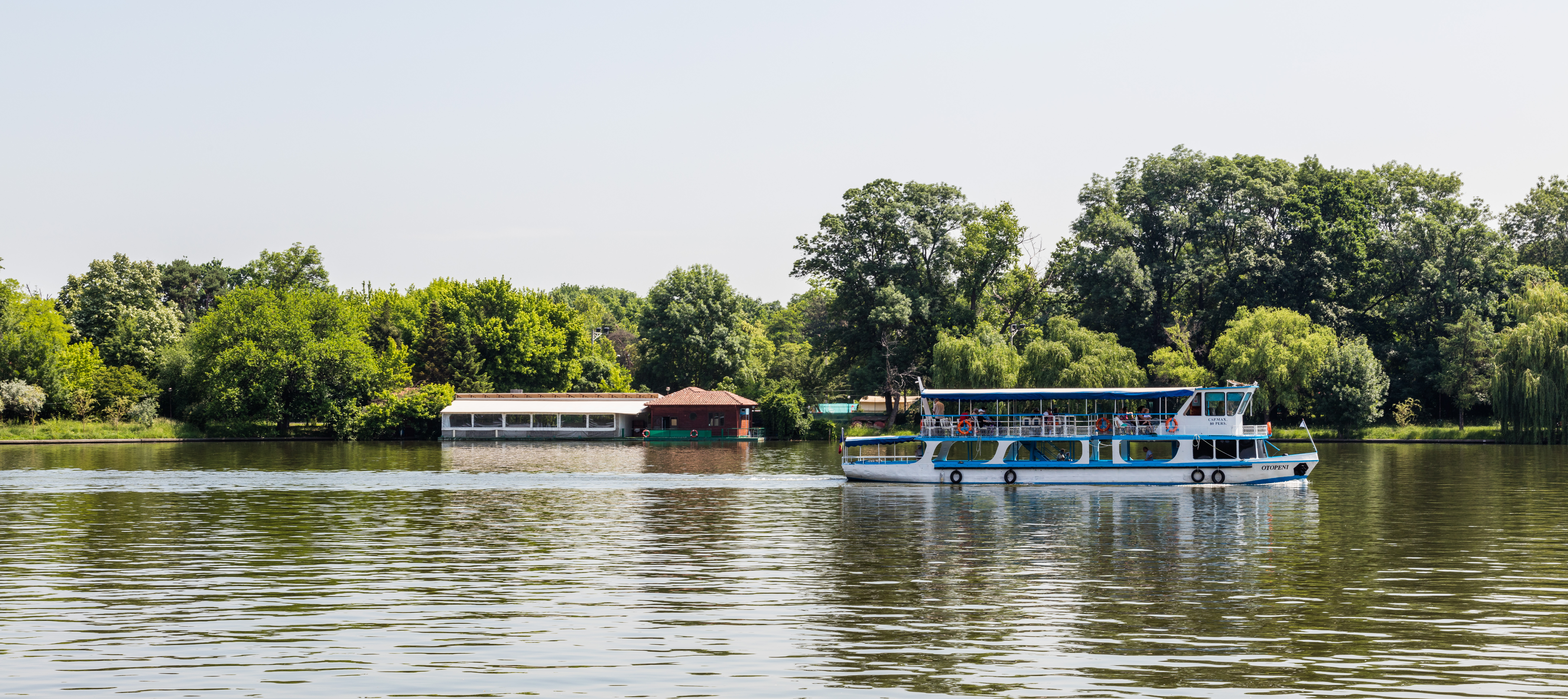
Barco navegando por el lago.
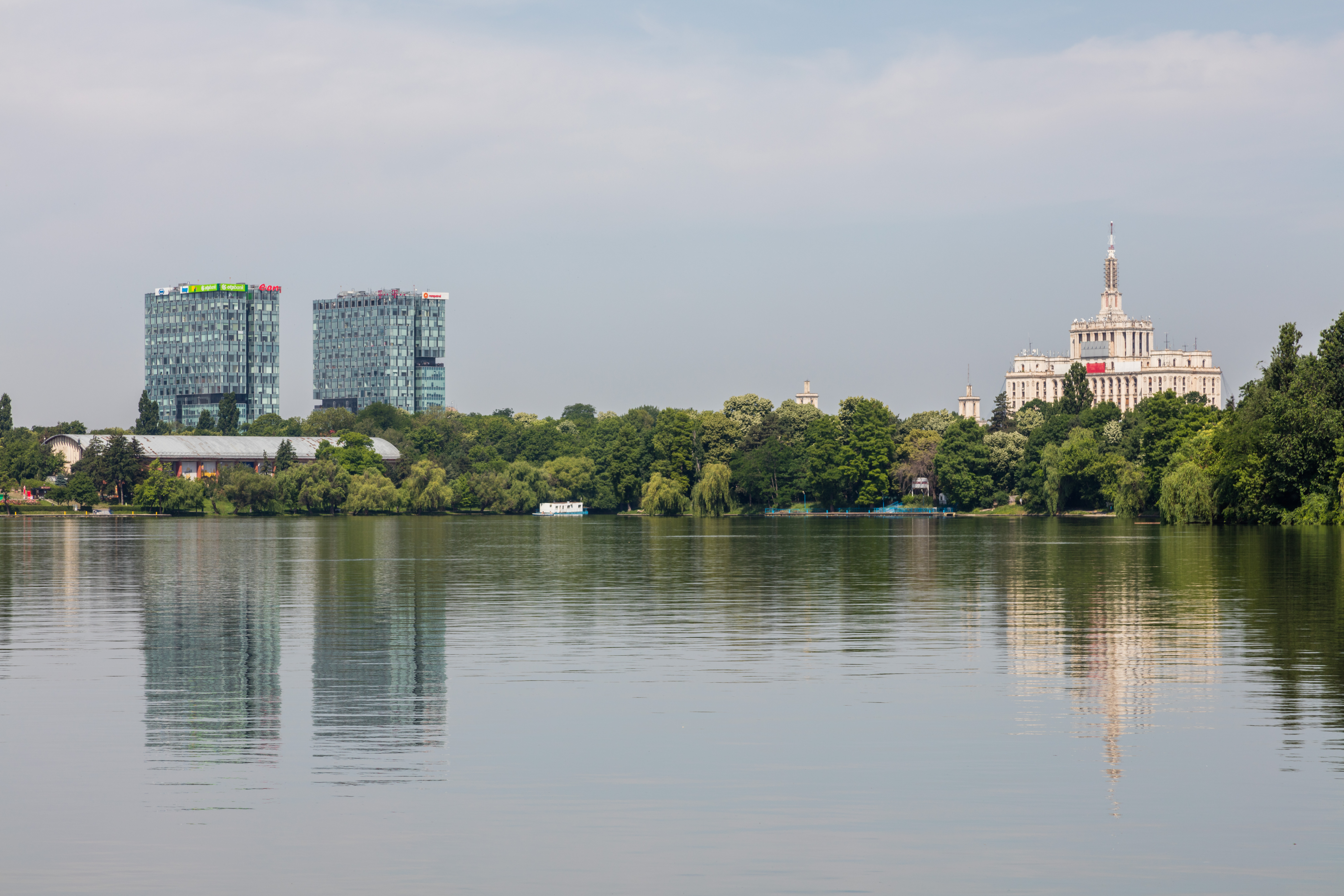
Otra vista del lago.
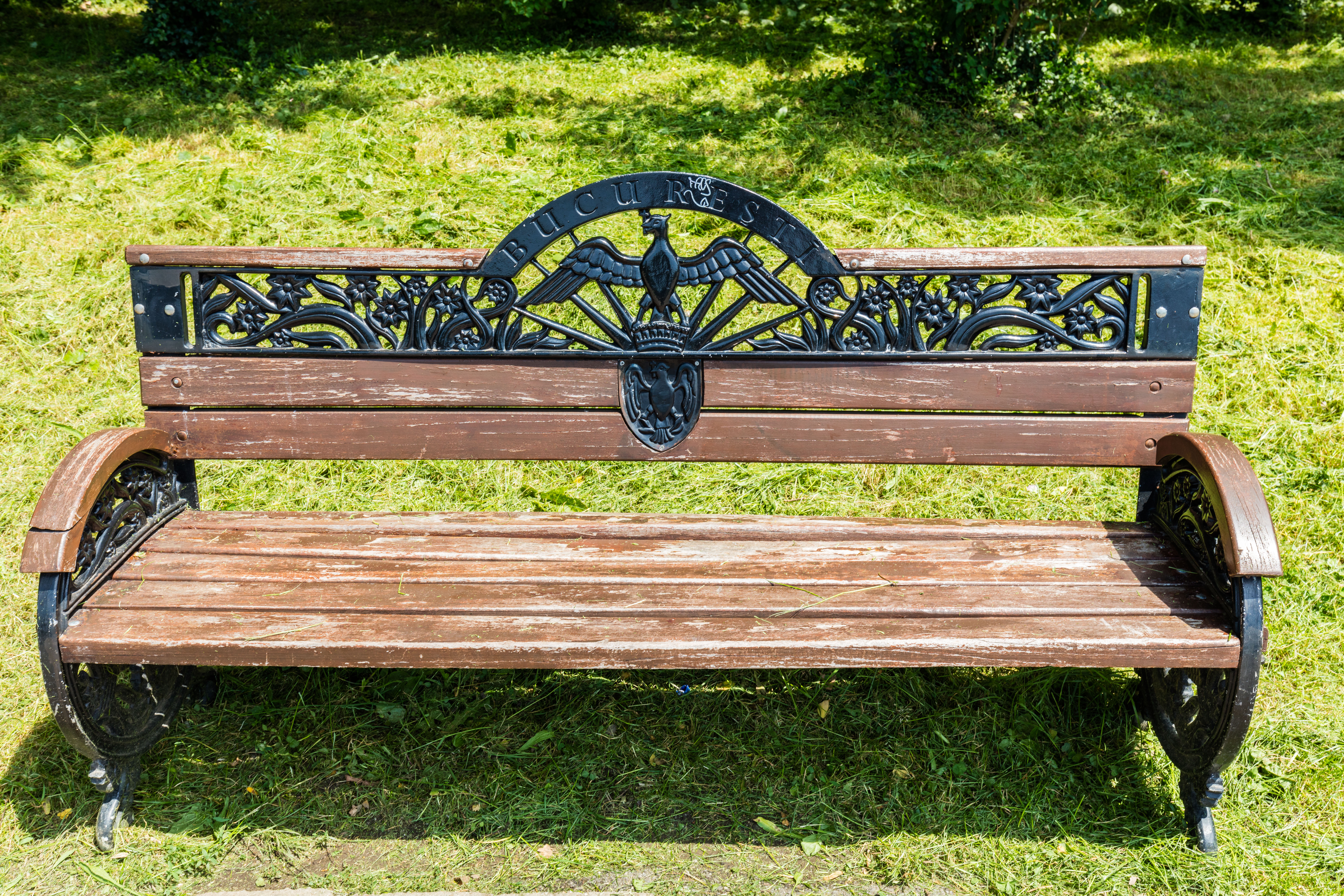
Banco en el parque.
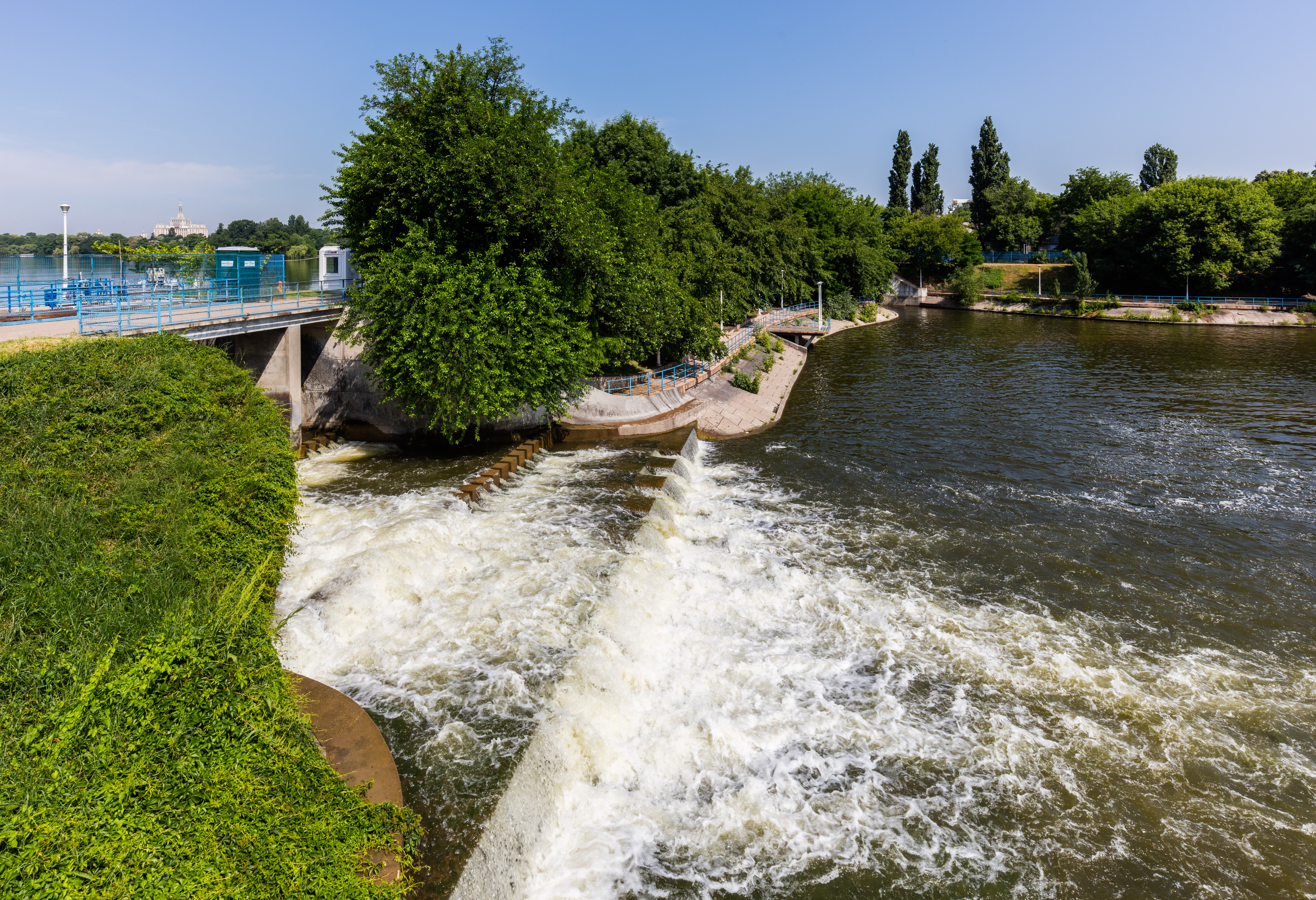
Presa.
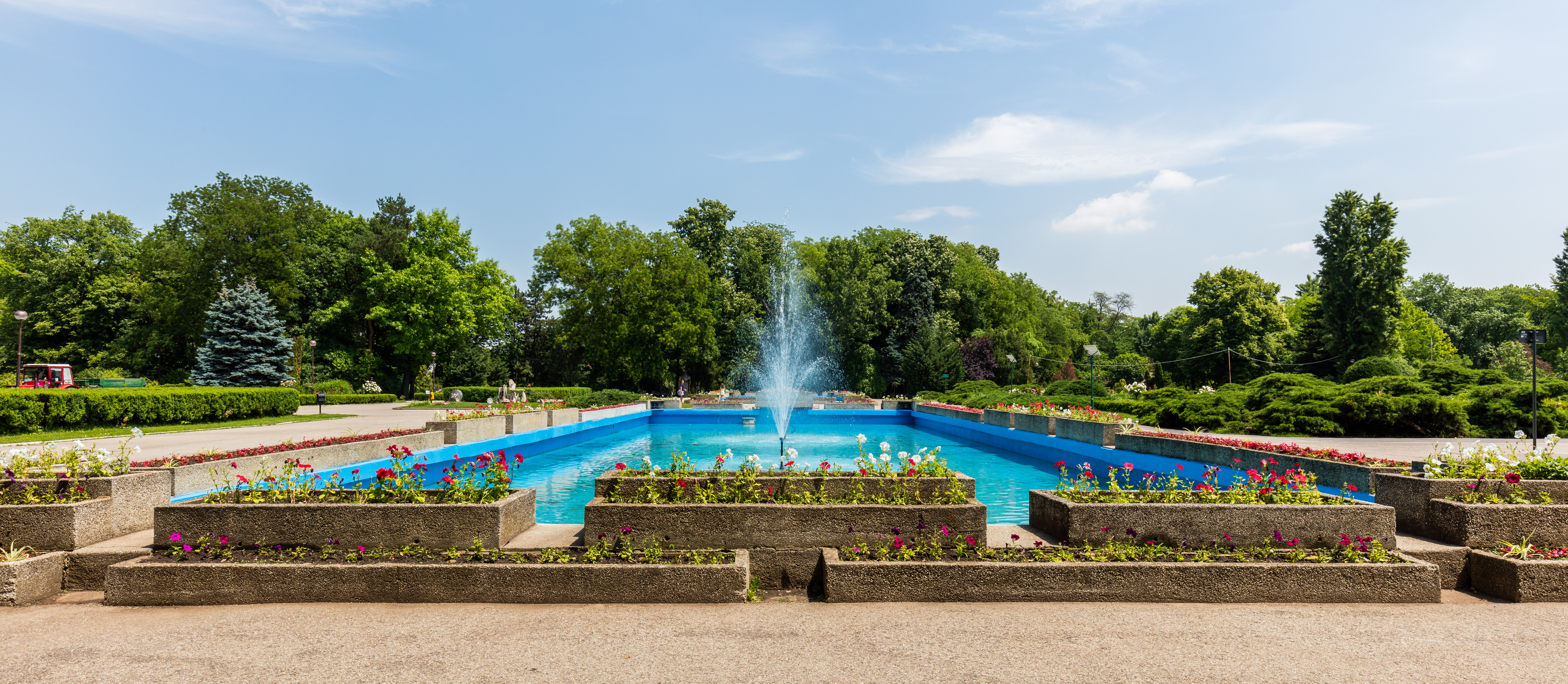
Fuente.